# Stereodon
Stereodon là một chi rêu trong họ Hypnaceae.